# Canton de Jurançon
Le canton de Jurançon est une ancienne division administrative française, située dans le département des Pyrénées-Atlantiques et la région Aquitaine.

## Composition
Le canton regroupe 6 communes :
- Bosdarros
- Gan
- Jurançon
- Laroin
- Pau (sud)
- Saint-Faust

## Histoire
Le canton de Jurançon est de création récente puisqu'il a été créé par décret 73-669 du 13 juillet 73.
| Période               | Identité          | Parti | Qualité |
| --------------------- | ----------------- | ----- | --- |
| 1973-1988 (démission) | André Labarrère   | PS    | Professeur agrégé Député (1967-1968 et 1973-2001)- Maire de Pau (1971-2006) Ministre (1981-1986) Ancien conseiller général du canton de Pau-Ouest |
| 1988-1992             | Louis Lucchini    | PS    | Adjoint au Maire de Pau puis maire de Jurançon (2001-2008)                                                                                        |
| 1992-2004             | Jean-Pierre Léris | UDF   | Directeur de l’institution Saint-Dominique de Pau Maire de Gan de 1995 à 2006                                                                     |
| 2004-2015             | Bernard Soudar    | PS    | Maire de Laroin (1989-2020) Elu en 2015 dans le Canton de Billère et Coteaux de Jurançon                                                          |

## Démographie
| 1975 | 1982 | 1990   | 1999   | 2006   | 2011   | 2012   |
| ---- | ---- | ------ | ------ | ------ | ------ | ------ |
| -    | -    | 20 232 | 20 577 | 20 844 | 21 123 | 21 137 |